# Robert Hutzen Stamm
Pour les articles homonymes, voir Stamm.
Robert Hutzen Stamm, né le 8 avril 1877 et mort le 18 février 1934, est un zoologiste danois qui dirigea le laboratoire d'histologie et d'embryologie de l'université de Copenhague.

## Biographie
Stamm est né à Copenhague, fils de l'inspecteur scolaire Christian H. Stamm. Diplômé de l'école métropolitaine en 1895, il étudie l'histoire naturelle et la zoologie et devient magister scientiarum en 1901. À partir de 1908, il devient maître de conférences et dirige le laboratoire d'histologie de l'université de Copenhague. Il travaille sur les muscles de l'intégument et sur diverses études anatomiques. À partir de 1920, il édite le journal de la Société ornithologique danoise (Dansk Ornitologisk Forening). Il exerce aussi la fonction d'évaluateur en zoologie à l'école supérieure d'agronomie. De 1905 à 1926, il est membre du comité pour la conservation de la nature.
Stamm assiste Gerhard Heilmann dans ses travaux paléontologiques, mais il n'apprécie pas les attaques de Heilmann contre les zoologistes reconnus.